# 新庄劇場
新庄劇場（しんじょうげきじょう）とは、元プロ野球選手であり、2022年から監督（2022年シーズンに限り、登録名が「BIGBOSS」となっていた関係上、「新庄」「BIGBOSS」どちらも表記）を務める新庄剛志が主に北海道日本ハムファイターズ所属時に行った、グラウンド内外におけるパフォーマンスの総称である。日本ハム時代のアルファベット表記での登録名から「SHINJO劇場」と表記されることもある。
基本的には現役最終年となった2006年の出来事を指す。広義では2004年 - 2006年の日本ハム時代全体を指し、最広義では野球人生全体を指す。
新庄は2006年のシーズン開幕直後の4月18日に同シーズン限りでの現役引退を表明し、日本シリーズで優勝して引退するまで、試合そのものでの活躍と試合前のパフォーマンスショーなどファンサービスで注目を浴び続けた。なお日本一を達成したこの年の日本ハムの活躍が「新庄劇場」と称されることもある。
本人はこの劇的なラストシーズンについて「（強運を）もってるわ、俺。本当にこの漫画みたいなストーリー、出来すぎてません、これ？ 今後俺、体に気をつけたいと思います」と総括した。
この「新庄劇場」のフレーズは本人自体を指す「SHINJO」と共に2006年度ユーキャン新語・流行語大賞の候補にノミネートされた。
監督となり、現場に復帰した2022年になっても新庄劇場は健在で、ド派手なスーツで監督就任会見に臨む、打順をガラポンで抽選する、選手のインスタライブで新庄が乱入する、新庄自身の登録名を「BIGBOSS」にする、などが挙げられる。

## 概要

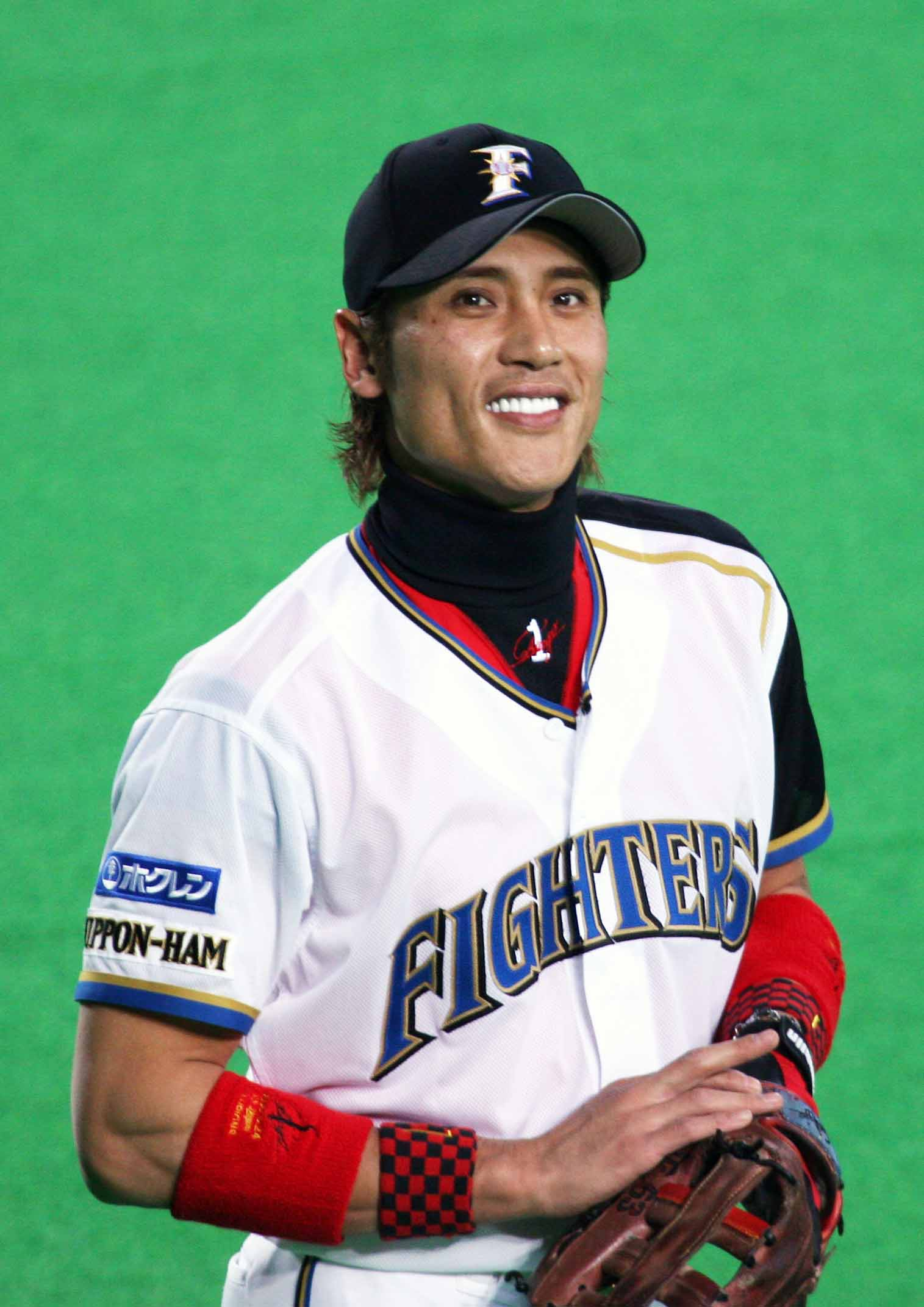
2006年10月24日、札幌ドームにて

「新庄劇場」のフレーズは日本ハム1年目の2004年ごろからマスコミが使用しはじめ、2006年に定着した。
2005年に古田敦也（当時：ヤクルトスワローズ）は自身の当時のブログに「新庄劇場」と題して、新庄のファンサービスについての記事を書いている。
「魅せる野球」に拘り、本塁打時の談話にて独特の打法命名（一覧〈外部リンク〉）をするなど、独自に考案したファンサービスも積極的に行った。時には同僚も誘って実行し、その狙いは自身以外へも興味を持ってもらい新たなファン層を開拓するきっかけづくりにあった。この考えについて、共にファンサービスを行っていた後輩の森本稀哲は「自分を観に来たファンに他の選手を覚えてもらおうという感覚は凄い」と語り、新庄の引退後もその役割を引き継いでいる。
試合前のパフォーマンスショーなどを行う際、事前に相手球団や監督からも了解を得るなど気配りした。また「パフォーマンスは結果を出して何ぼ」という信条を持ち、ショーなどを行った試合でのチームの勝敗・自身の成績にも拘った。

## 試合前パフォーマンスショーの例

### かぶりもの
かぶりもの（仮面）を着用して試合前シートノックを受けるというパフォーマンスを時折行った。2004年から2005年にかけての該当試合でチームは3勝1引き分けと無敗を続けていたが、2005年9月19日の西武ライオンズ戦で初敗戦を喫すると、これを機にかぶりものパフォーマンスを封印した。

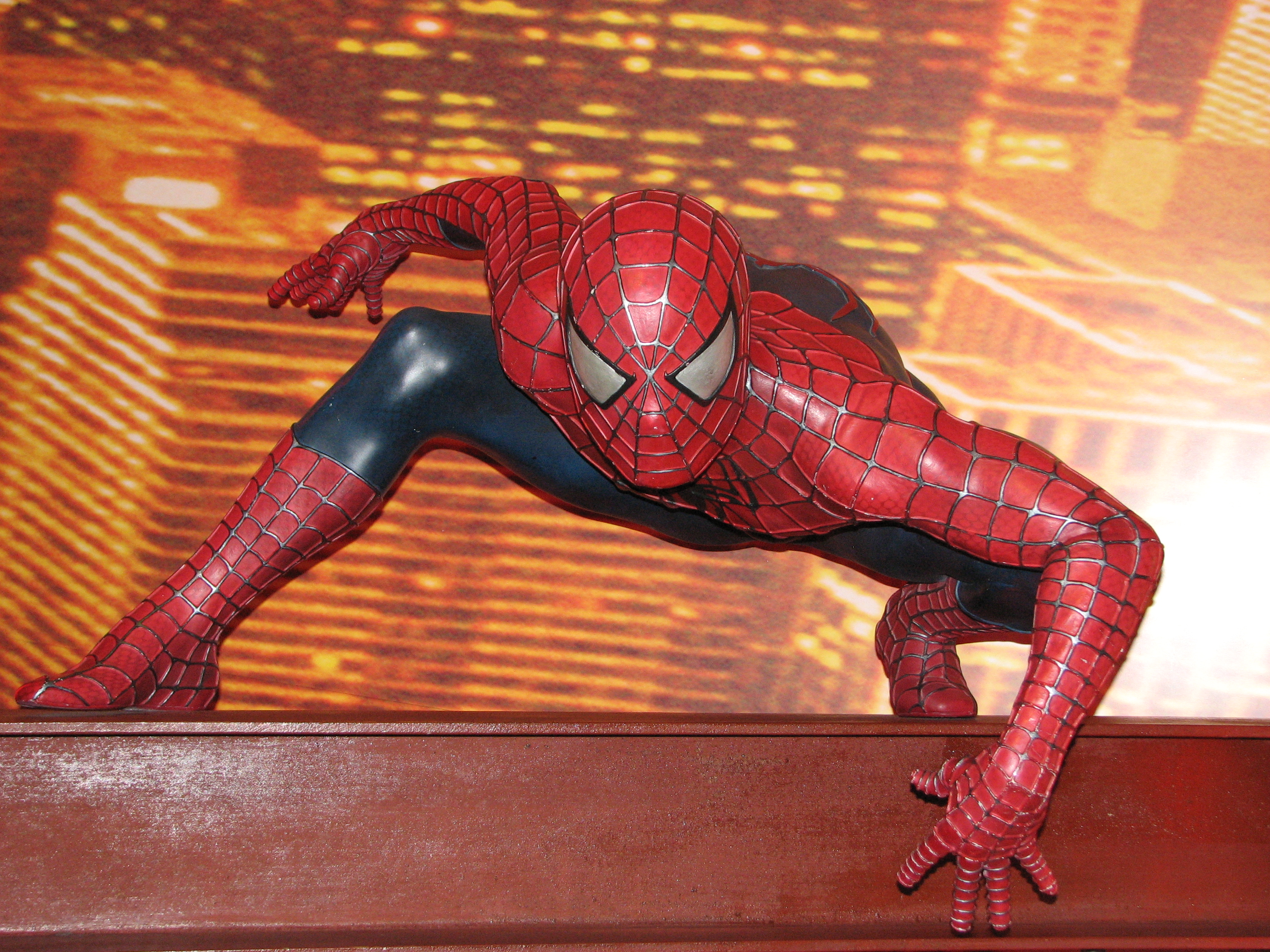
かぶりもののモデル（スパイダーマン ※頭部の仮面のみ）

- 2004年6月23日・福岡ダイエーホークス戦（勝利・福岡ドーム）：カエルのかぶりものを被ってシートノックを受け、メディアからも注目された。これが一連のかぶりものパフォーマンスの初回となった。新庄の意図は、直近の戦績が芳しくなく暗いチームの雰囲気を「変える」→「カエル」ということ。使用したかぶりものは以前に知人が用意して新庄へ着用を奨めていたものであり、新庄から「もしそれを被って球場へ応援に来てくれたら自分も被る」と冗談まじりに返答されたところ、知人は夫婦で被って応援に訪れたという。なお当回のかぶりもののみが顔面は覆われていないデザインである[15][16]。
- 2004年7月25日・オリックス・ブルーウェーブ戦（勝利・東京ドーム）：『スパイダーマン』のかぶりものを被ってシートノックを受けた。当時の新作映画『スパイダーマン2』から「2」→「ツー」と自身のあだ名にかけたと説明した。この試合から5試合連続複数安打を記録[17]。
- 2004年9月20日・ダイエー戦（勝利・札幌ドーム）：プロ野球再編問題から発展した日本初のプロ野球ストライキ明けの初戦となったこの試合前に「一昨日、昨日と試合できなくてゴメンJoy」と称し、5名の同僚外野手で『秘密戦隊ゴレンジャー』のかぶりものを被ってシートノックを受けた（アカレンジャー：森本稀哲、アオレンジャー：島田一輝、キレンジャー：新庄、モモレンジャー：石本努、ミドレンジャー：坪井智哉）。この試合でサヨナラ「フェンス越え」安打を打ち（「新庄剛志#日本ハム時代」を参照）、この試合から3試合連続本塁打を記録[18]。
- 2005年5月31日・読売ジャイアンツ戦（引き分け・札幌ドーム）：こぶし大の新庄の顔を4人の男が上から次々と食べる図柄のかぶりものを被ってシートノックを受けた。このかぶりものは自費で350万円をかけて、スクリーミング・マッド・ジョージへ製作を依頼し、製作期間は約4か月であった。試合前にかぶりもの姿のままで行った記者会見では「これは『5人のツヨシ』です。5人の兄弟です」「巨人を食う」と説明した[19][20]。
- 2005年9月19日・西武戦（敗戦・札幌ドーム）：森本稀哲、稲葉篤紀、小谷野栄一、石本努との5名で同じデザインのかぶりもの（新庄の顔を模ったもので「SHINJO5」と命名）を被り、ユニフォームも全員で「背番号：1、背ネーム：SHINJO」のものを着用してシートノックを受けた[21][20]。

### 2006年の本格的なパフォーマンスショー

#### バイク入場ショー
2006年3月25日・シーズン開幕戦（対東北楽天ゴールデンイーグルス・札幌ドーム）は、新庄の発案で「ファイターズ超満員大作戦（43,000プロジェクト）」と銘打ち、「何かやります」と予告されていた。試合開始にあたり守備へ就く際に場内照明が消され、自身がハーレーダビッドソンのトライクを運転して入場し場内を周回して守備位置へ向かい、続いて他のスターティングメンバーもそれぞれサイドカーの助手席に乗車して守備位置へ向かうというパフォーマンスを披露。ユニフォームに私服の上着をはおい、無帽・サングラス姿の新庄は運転しながら立ち上がり、笑顔でハンドルから離した左手を高くかかげ人差し指を立てて「1番」のポーズを決めながら走行した。この試合でチームは勝利。

#### 地上50メートルからゴンドラに乗り降下
2006年6月6日・阪神タイガース戦（札幌ドーム）は、先の開幕戦に続き「ファイターズ超満員大作戦・第2弾」として新庄から「死をかけて危険なことをする」と予告されていた。試合前に場内照明を消して『レッツ・グルーヴ』の音楽が流され、中堅手守備位置付近の地上約50メートルにある天井のスピーカー用スペースから吊るされた、35センチメートル四方の小型ゴンドラ（下部にミラーボール付き）に乗った新庄が地上まで降りてくるというパフォーマンスを披露。ユニフォームに無帽・サングラス姿の新庄は笑顔で両手を交互に高くかかげ「1番」ポーズを決めながら降下した。この企画プロデュースは有名アーティストのコンサート舞台装置を手掛ける会社が担当してリハーサルは別人で行い、本人はぶっつけ本番であった。降下中にサングラスの下で目をつぶっていた新庄は高所恐怖症であるが、この企画の発案のきっかけは、「サプライズ!SHINJO」と銘打ってファンを対象に行った当シーズンのパフォーマンス内容の希望を募るアンケートへの回答に「空を飛ぶ」といったものが多かったためである。この試合でチームは勝利。

#### イリュージョンショー
2006年9月15日・千葉ロッテマリーンズ戦（札幌ドーム）の試合前にイリュージョンショーを披露した。その内容は「オレンジ系色のジャージ姿にグレー系色のフルフェース形ヘルメットを被った新庄が、密閉された箱の中に入り、内側側面に手足を拘束されて身動きがとれない状態をつくる。そこへ新庄とは別色である黒系色のジャージおよびフルフェース形ヘルメット姿の人物が運転する大型バイク（トライク）が突っ込み、箱が貫通して突き破られると、拘束されているはずの新庄の姿がなくなっている。そして突き破ったバイクの運転手がヘルメットを脱ぐと、その人物は新庄であった」という脱出・瞬間移動の複合技である。この企画プロデュースは山上兄弟の父親でイリュージョニストの北見伸が担当した。この試合では相手先発投手が渡辺俊介であり、苦手な同投手が先発時は普段より先発メンバーから外れており、途中出場してチームは勝利。

### 始球式
始球式での投球を打者として打つ場合があり、2004年には男子ソフトボール日本代表投手と始球式では異例の3球勝負を行い三振。同年のオールスターゲームでは小学生の投球を打ってファウルフライ。他にも女子小学生の投球を左前安打などの例がある。
2005年3月26日・シーズン開幕戦（対福岡ソフトバンクホークス・福岡Yahoo!JAPANドーム）で、過去にオロナミンCドリンクのCMで共演した上戸彩が始球式投手を務めた。この時打席に立った新庄はバットを持っておらず、ズボンのポケットからオロナミンCを取り出し、瓶をバットに見立ててかまえた。直後にはCMでの決めポーズを披露。投球に対しては瓶を使って空振りのポーズをとった。この試合でチームは敗戦。
2005年5月6日・セ・パ交流戦開幕試合（対阪神・札幌ドーム）で、自身が映画『スター・ウォーズ・シリーズ』の登場人物ダース・ベイダーに扮装して始球式投手を務めた。これは当時の新作『スター・ウォーズ エピソード3/シスの復讐』の公開記念イベントであり、監督のジョージ・ルーカスがメジャーリーグ時代の新庄を知っていたことから実現した。当時故障をかかえていた新庄はこの試合に途中出場し、チームは敗戦。
現役引退後の2008年5月18日・ソフトバンク対日本ハム戦（福岡Yahoo! JAPANドーム）で、自身がソフトバンクのユニフォームと2006年度ゴールデングラブ賞賞品の金色のグラブを着用して始球式投手を務めた。この時は打者の森本稀哲と1打席の勝負を行い、140km/h超の速球で内野ゴロに打ち取った（全5球で、初球はプロ野球始球式史上最速記録を更新する145km/h）。その後、使用球をマウンド付近から右翼席へ遠投で投げ入れて、さらには金色のグラブも一塁側席へ投げ入れた。この始球式は2016年の東京での五輪開催を目指す招致委員会のイベントであり、新庄が引退後にグラウンドへ姿を現すのはこれが初めてであった。
監督就任後の開幕戦である2022年3月25日・ソフトバンク対日本ハム戦（福岡PayPayドーム）では、新庄が打席に立ち、井上清華が投げたボールを両手でキャッチし、そのまま井上に渡した。

### 監督就任後のパフォーマンスショー

#### 敵地でド派手な開幕セレモニー
監督就任後、初の公式戦となった2022年3月25日・ソフトバンク対日本ハム戦（福岡PayPayドーム）の開幕セレモニーで、ド派手なパフォーマンスショーを実行した。
日本ハム側は「ルパン三世のテーマ」をBGMにBIGBOSSが登場する演出を行った。するとソフトバンク側も負けじと、一軍監督就任後初の公式戦を迎えた藤本博史が神輿に乗るパフォーマンスで盛り上げた。これが、「暴太郎戦隊ドンブラザーズ」でドンモモタロウが登場するシーンと似ていたこともあり、ドンブラザーズ側も反応があった。
こういったド派手な演出を行った理由として、2020年から流行していたコロナ禍による観客受け入れ人数制限もあり、満足したパフォーマンスが出来なかったことが理由の一つである。
2023年の開幕戦で、ソフトバンクは高橋洋子をゲストに迎え、新世紀エヴァンゲリオンとコラボ、藤本博史監督がエヴァンゲリオン初号機に搭乗する演出が行われた。

#### 面白メガネで立浪監督を動揺
6月10日・日本ハム対中日戦（札幌ドーム）の試合前のメンバー表交換で、新庄が面白メガネを着用して立浪和義監督を動揺させた。チームは延長10回の末、谷内亮太がサヨナラ二塁打を放ち勝利する。

#### 福岡でエスコンフィールドの宣伝
日本ハムは2023年から本拠地が札幌ドームから北広島市にあるエスコンフィールドHOKKAIDOへの移転が決定していた。新庄の地元でもあるPayPayドームでの最終戦となった2022年8月21日の試合終了後、エスコンフィールドのPVが流れ、ソフトバンクファンにもエスコンフィールドへ来場するよう促した。

### その他
2004年のオールスターゲーム第2戦（長野オリンピックスタジアム）で、1回裏の先頭打者としてプレイボール前に左翼席を指差し予告本塁打のポーズをとった後、初球でセーフティーバントをして一塁アウトとなった。
2024年5月30日に行われた対阪神戦（甲子園）で、先発した山﨑福也の打撃センスの良さから、山﨑を「6番・投手」として起用し、投げては7回無失点、打っては第2打席で先制の適時打を放ち、6-0で勝利した。

## 野球用具関連

### 阪神時代
1999年のオールスターゲームのホームでの2試合にて、ホーム用ユニフォームにビジター用と同じ黒一色の帽子・ヘルメットを組み合わせて出場した（当時のホーム用帽子・ヘルメットは縦縞柄。同じ2試合で同僚の和田豊もヘルメットのみ黒一色のものを着用）。なお阪神球団は翌2000年オフにビジター用ユニフォームのデザインを変更するにあたり、当時FA宣言中の新庄に新デザインへの意見を求めている。

### 2005年のオールスターゲーム
2005年のオールスターゲーム第2戦（阪神甲子園球場）の試合前にグラウンドに姿を見せた時に着用していたユニフォームは、通常はチーム名がプリントされている胸部分に「SHINJO」、逆に背中に「FIGHTERS」と正反対にあしらわれていた。自身曰く「今日は新庄ファイターズで」。そのまま試合出場しようとしたが、規則違反で着用許可は得られなかった。また、故障の影響により今回の球宴で唯一となった打席（代打）にて、本来は始球式で使用する予定であった黄金色のバットを使用し、こちらも規則上は試合での使用不可であるが「お祭りだから」ということで黙認された。
スパイクシューズは180万円相当のダイヤモンドが両足の甲部分に1個ずつ埋め込まれたデザインで、1試合ごとに別のものを作成して着用した。

### 襟付きアンダーシャツ問題
2006年4月30日・ソフトバンク戦（札幌ドーム）にて、ユニフォームの下にポロシャツ風の襟付き練習着を着用（表に見える襟部分は黒色が主体）して出場した。その服装を問題視したソフトバンク・王貞治監督が試合途中で審判団に規則を確認するよう求めた。新庄は試合前、柳田球審に着用の可否を確認したところ、現行規則では明記されていないため、前川芳男パシフィック・リーグ審判部長の「今後の検討材料にする」との判断で許可を取り付けていた。柳田は「実際、ネックウオーマーのようなものをしている選手もいます。ただ新庄さんがやると目立ってしまいますからね」ともコメントした。ソフトバンク側は「子供たちや青少年に悪影響を与える。何らかの形で今後も問題提起をしていきたい」と表明。事前に相談を受けていなかった日本ハム側も新庄と話し合いを持ち、今後は着用しないという結論に至った。審判部はマナーの問題（チームの服装としての統一性を欠く、違和感がある）として今後の着用を認めないと正式判断し、翌5月1日に日本ハムへ通達した。
新庄は5月6日・楽天戦（フルキャストスタジアム宮城）にて、形的には「襟」となるが今回は前回のような大ぶりの開襟ではなく、短くて立っているスタンドカラー・タイプにモデルチェンジしたものをユニフォーム下に着用（表に見える襟部分は黒色と赤色）し出場。今回は審判団に未申告のままでの着用であったが、一見では普通のハイネック・アンダーシャツのようでもあり、試合中の審判団からの注意や楽天側からのクレームはなかった。試合後に報道陣から見解を問われた中村球審は「襟と言えば襟かもしれないし」と判断に迷い絶句したが、審判部は翌5月7日に以下の二点を日本ハムへ通達した。
- 今回（新庄が6日の試合で着用した）のタイプでも今後は着用禁止[47]。
- パ・リーグのアグリーメント（試合協定書）に則って、球場開場後の練習着を統一する[48]。

前者の通達を不服として日本ハム・高田繁GMが申し入れて5月24日に行われた前川審判部長との会談では、球界全体のユニフォームの着こなしの乱れを例に出して意見交換されたがやはり規制する明確なルールはなく、前川は「マナーの問題」として今後「襟付き」は一切禁止し、審判からの着替え要求に応じなかった選手は侮辱行為などとして退場させるしかないと示唆した。
新庄自身は球団広報を通じて5月7日に「ファンのために選手個々がいろいろなことを最初にやる勇気を持ってほしい」などと声明を発表。また8日の北海道のテレビ番組では、特に未来の球界を担う若手選手のファッション性向上を訴え「もう野球だけじゃこれからは駄目です。お洒落で見た目も良くてカッコよくて。そうじゃないと若い子は観に来ない。そういうことを若い選手がどんどんやれば、みんな（球場に）来ますよね?」と話した。
新庄と話し合いをもってきた高田GMは新庄の一連の行動の全てまでは肯定していないが、「5年後、10年後には新庄の考えが正しくなっているのかもしれない」と話し、理解を示している。なお新庄のこの一件との関連性は不明であるが、この頃を境に日本ハムのホームゲームのボールボーイ・バットボーイ全員が襟付きのアンダーシャツを着用するようになった。
この問題から16年後となる2022年、横浜DeNAベイスターズが「YOKOHAMA STAR☆NIGHT」において、日本プロ野球初となる公式の襟付きユニフォームを着用した。襟付きユニフォームの解禁は新庄が監督に就任した日本ハムにも波及し、2023年5月13日から18日まで開催された「NEW AGE GAMES produced by SHINJO」で襟付きユニフォームを着用した。このユニフォームは12球団通じて初めての試みとなる大きな特徴がふたつある。
- 背ネーム表記がフルネーム。外国人選手も同様である。
- Fロゴを右、かつ斜めに配置

### 古巣ユニフォーム関連
2006年5月18日・阪神戦（甲子園）では、阪神球団関係者から現役引退記念に贈られた阪神時代のユニフォームを着用して試合前シートノックを受けた。この行為に対して阪神ファンなどの観客からは拍手喝采が送られたが、日本ハム球団および連盟から注意を受けた。また、新庄が阪神に在籍していたことを知らなかったトレイ・ヒルマン監督はこの行為に対しては戸惑ったと後に語った。着用したユニフォームは秋に札幌パルコなどへ設置の引退記念グッズショップを巡回して展示された。
2024年5月29日・阪神戦（甲子園）では、試合前のメンバー表交換で阪神時代のユニフォームを着用した。この行為に対して阪神ファンなどの観客からは拍手喝采が送られたが、阪神球団および日本ハムの関係者には伝えていなかったことから、日本ハム球団および連盟から注意を受けた。これについて新庄は「怒られる前提だった」と制裁を覚悟していた。

### 2006年のオールスターゲーム
2006年の現役最後となるオールスターゲーム第1戦（明治神宮野球場）にて、虹色の輝きを放つバット（特殊な塗装を施してある）を使用。そのカラーリングには「いろんなカラーを持った人間」という意味が込められていた。腰には電光掲示板が取り付けられたベルトを着用し、画面には「NEVER MIND WHATEVER I DO FAN IS MY TREASURE（ほっとけオレの人生だ。ファンはオレの宝物）」というメッセージが流されていた。このベルトは試合でダイビングキャッチを敢行した際に破損し、虹色バットも岩瀬仁紀の投球を打った際に粉砕した。新庄はこの試合前のパフォーマンス案として、球場の上空にヘリコプターで登場して単身でグラウンドへ降下するというものを考えていたが、その行為は国の許可が下りないものであるため断念していた。
第2戦（宮崎県総合運動公園硬式野球場）での、新しい電光掲示板付きベルトのメッセージは「I ♥ U」 (U〈YOU〉=ファン) 、「ユメハミルモノデハナクツカムモノ」、「ココマデヤキュウガデキタノモファンノオカゲ」など。虹色バットの方は予備も用意していたが使用せず。

### 参考資料の略称
書籍
- 2006三洲田：『新庄のやり方50―人生・仕事に役立つ「SHINJO流」哲学』三洲田泰雅、覇夢付愛太（廣済堂出版 2006年12月）

DVD
- 2007DVD：『SHINJO』（札幌テレビ放送、ビクターエンタテインメント 2007年1月）